# Aktiengesellschaft Sächsische Werke

Die Verwaltung der ASW befand sich im Gebäude des ehemaligen Hotel Grand Union am Bismarckplatz 2 gegenüber dem Dresdner Hauptbahnhof (hier ein Vorkriegsbild, mit dem Hotel noch in Funktion)

Die Aktiengesellschaft Sächsische Werke (AG Sächsische Werke oder auch nur ASW) war ein Unternehmen in Sachsen, dessen Betriebe auf dem Gebiet der Gewinnung von Braunkohle und deren Verwertung zur Energieerzeugung und in der karbochemischen Industrie arbeiteten. Die 1923 gegründete ASW ging 1947 in Liquidation, nachdem ihre Betriebe bereits 1946 in sowjetisches Eigentum übergegangen waren.

## Geschichte

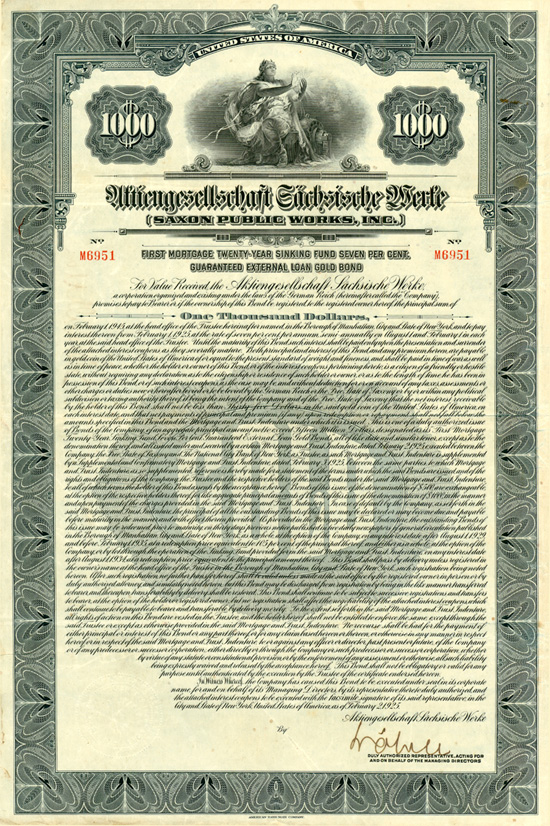
Anleiheschein der 1925er ASW-Auslandsanleihe

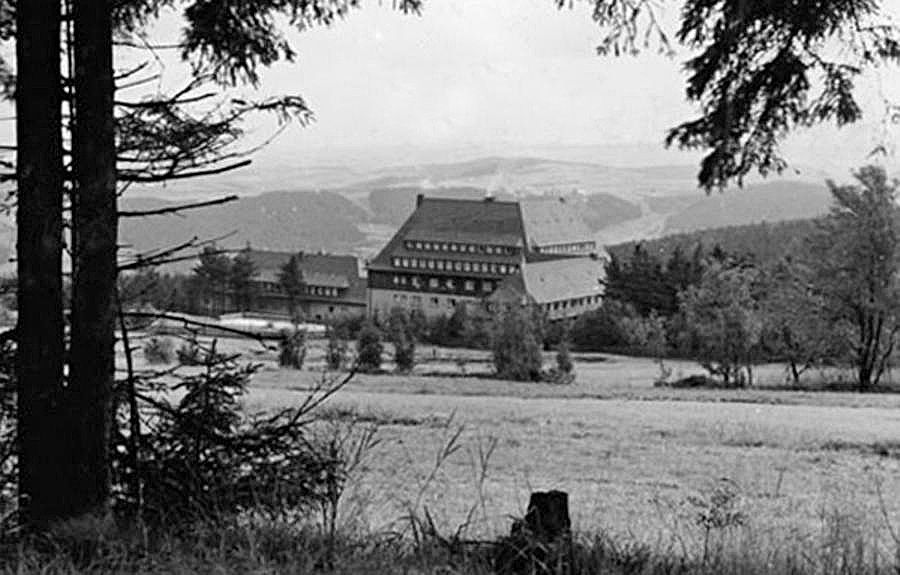
Das „Raupennest“ bei Altenberg, in den 1930er Jahren ASW-Erholungsheim

Der Bergwerksdirektor Hermann Eugen Müller (1877–1967) formulierte bereits 1904 die Idee einer staatlichen sächsischen Energieversorgung, die auf der Verstromung der heimischen Braunkohle basieren sollte. Diese stieß jedoch wegen Schwierigkeit der Umsetzung zunächst auf Ablehnung. Müller war zu diesem Zeitpunkt Leiter der Braunkohle-Tiefbaugrube „Margaretha“ in Espenhain und wechselte 1907 in einen Betrieb in der Niederlausitz.
Noch vor Beginn des Ersten Weltkriegs hatte die sächsische Regierung erkannt, dass eine kleinteilige Energieerzeugung und -verteilung, wie sie mit zahlreichen kleinen privaten und kommunalen Kraftwerken inzwischen entstanden war, nicht das Modell der Zukunft sein konnte.
König Friedrich August III. führte in seiner Thronrede zur Eröffnung des 36. Landtags am 15. November 1915 aus:

„Die Elektroenergieversorgung des Landes bedarf [...] dringend einer festeren Zusammenfassung und Vereinheitlichung. Eine so allgemeine, auf das gesamte Land sich erstreckende Aufgabe wird am zweckmäßigsten und bestens vom Staat selbst erfüllt. Meine Regierung hat sich daher entschlossen, das große, für die gesamte heimische Volkswirtschaft bedeutsame Werk selbst in die Hand zu nehmen.“

Aus Müllers Vorschlag von 1904 war inzwischen ein weitgehend abgesichertes Projekt entstanden, zu dessen Umsetzung man sich nun ebendiesen Mann nach Dresden holte. 1916 wechselte Müller in den Staatsdienst und wurde erster Direktor der Königlich Sächsischen Braunkohlenwerke (BEDIR). Auf der Elektrizitätsseite entstand am 1. Januar 1917 die Königliche Direktion der staatlichen Elektrizitätswerke (ELDIR) unter Leitung von Direktor Friedrich Wöhrle. Noch 1917 fusionierten die beiden Direktionen zum Staatlichen Kohlen- und Elektrizitätsunternehmen unter der Leitung von Hermann Eugen Müller. Erste Aktivitäten starteten im Osten Sachsens. 1917 erwarb das Staatsunternehmen das Braunkohlenwerk Herkules und das 1909–1911 durch den AEG-Konzern errichtete Kraftwerk Hirschfelde sowie die Anlagen der Elektrizitätswerke Oberlausitz in Zittau. Bereits 1918 begann in unmittelbarer Nachbarschaft des Hirschfelder Kraftwerks der Bau des Großkraftwerks Hirschfelde II, das 1925 das „Herzstück“ der Landesstromversorgung bildete.
Im westlichen Sachsen galt die Aufmerksamkeit den großen Braunkohlevorkommen südlich von Leipzig. Das sächsische Kohlebergbaurecht vom Juni 1918 hatte die Kohlevorkommen vom Grundbesitz getrennt und damit Bodenspekulationen vorgebeugt. In einer Ministerialverordnung vom Februar 1919 wurde die besondere Genehmigung zur Bebauung „kohlehöffiger“ Gebiete geregelt. Auf dieser Basis konnte unter Müllers Leitung mit der Vorbereitung des Aufschlusses des Tagebaus Böhlen und der Planung eines angeschlossenen Gegendruckkraftwerks begonnen werden, die 1924 bzw. 1925 in Betrieb genommen werden konnten.
Zu dieser Zeit zogen verschiedene sächsische Landesregierungen eine Verstaatlichung oder „Sozialisierung“ der Kohleindustrie in Erwägung. Müller erkannte, dass wegen ständig neuer behördlicher Hindernisse ein rein beamtenrechtlich geführtes staatliches Kohlen- und Elektrizitätsunternehmen letztendlich nicht zum Erfolg führen könnte. Er strebte ein privatrechtlich geführtes Unternehmen etwa in der Rechtsform einer Aktiengesellschaft an. Begünstigt durch die Inflation und die Einführung der Rentenmark, ergriffen Müller und die damalige SPD-Landesregierung die Initiative und gründeten am 13. November 1923 die Aktiengesellschaft Sächsische Werke (ASW). Alleiniger Aktionär war der Freistaat Sachsen. Hermann Eugen Müller wurde ihr erster Generaldirektor. Der Firmensitz befand sich im ehemaligen Hotel Grand Union am Dresdner Hauptbahnhof, Bismarckplatz 2. Zeitgleich besaß die A. S. W. auch das wesentlich später devastierte 185 ha große Rittergut Bockwitz, bei Borna und ließ es in Pacht verwalten.
Nach ihrer Gründung verdrängte die ASW alle anderen Bergbau-Gewerkschaften und Kleinunternehmen aus den sächsischen Kohlerevieren. Dabei brachte der Freistaat Sachsen seine Kohlen- und Elektrizitätsunternehmen einschließlich eines umfangreichen Grundbesitzes für den künftigen Kohleabbau ein. Ziele des Unternehmens waren unter anderem die Erzeugung und Abgabe von elektrischem Strom und Gas sowie der Absatz der gewonnenen Kohle und der daraus hergestellten Erzeugnisse.
Das ursprünglich auf 150 Millionen Mark festgelegte Aktienkapital wurde durch Beschluss vom 24. November 1924 auf 40 Millionen Reichsmark (der neuen, stabilen Währung) umgestellt. Damit waren die Voraussetzungen für die Beschaffung von Mitteln auf dem Kapitalmarkt für weitere Investitionen gegeben, was aber im Inland nicht zum Erfolg führte. Dagegen konnten nach intensiver US-amerikanischer Wirtschaftsprüfung bei der National City Bank zwei Anleihen von 15 Millionen US-Dollar (1925) bzw. 18 Millionen US-Dollar (1926) untergebracht werden, die von der Bank jeweils umgehend verkauft werden konnten.

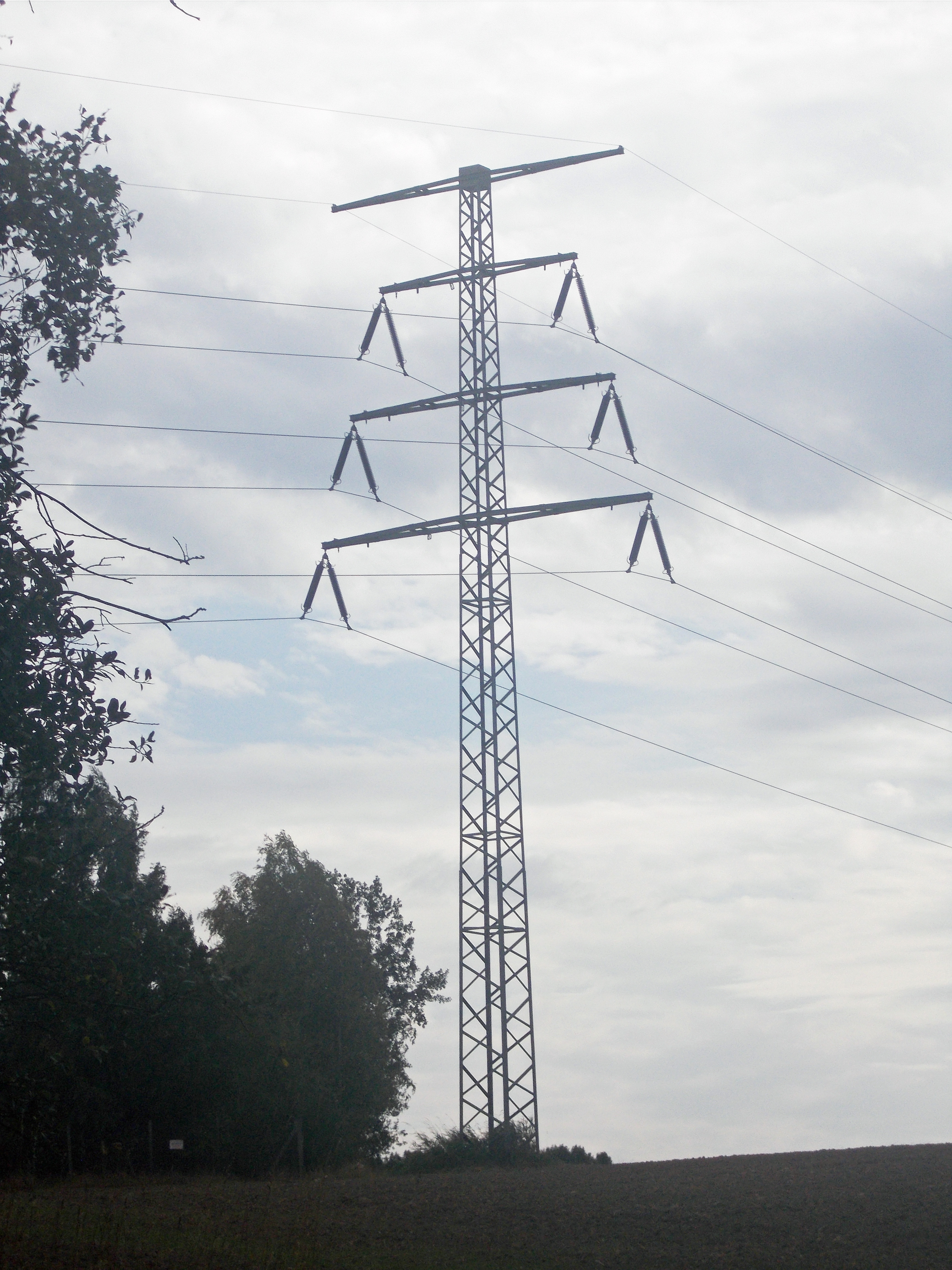
Originalmast einer in den 1920er Jahren errichteten Freileitung der ASW, wie sie bei den Kraftwerken Böhlen und Hirschfelde verwendet wurden: Tannenbaummast mit zusätzlicher Erdkabeltraverse

Auf der Grundlage der beiden Dollaranleihen wurde in Böhlen unter Müllers Leitung von 1926 bis 1928 das Gegendruckkraftwerk des Braunkohlenwerks zum Großkraftwerk West der sächsischen Elektrizitätsversorgung ausgebaut. Beispiele für weitere Investitionen der ASW sind: mehrere 110-kV-Leitungen zur Stromverteilung, insbesondere die Leitung zwischen den Kraftwerken Hirschfelde und Böhlen, das Pumpspeicherwerk Niederwartha, die Talsperre Lehnmühle im Osterzgebirge, die neben der Stromerzeugung der Trinkwasserversorgung und dem Hochwasserschutz dient. Weitere Energieversorgungsbetriebe in Westsachsen und im Vogtland wurden übernommen. Die ASW brachte bis 1929 65 % der sächsischen Elektrizitätsversorgung in staatliche Hand und dazu einen wesentlichen Teil der Gasversorgung des Landes.
Im Jahr 1934 wurde die ASW ein Gründungsmitglied der Braunkohle-Benzin AG (BRABAG). In Altenberg im Osterzgebirge entstand zu dieser Zeit das Erholungsheim „Raupennest“, in dem sich Belegschaftsangehörige mit ihren Familien für 20 Pfennig pro Tag bei freier An- und Abreise erholen konnten.
Im Verlauf der 1930er Jahre wurde die ASW zu einem der größten und für die Kriegsvorbereitung des nationalsozialistischen Regimes wichtigsten Unternehmen. Die ASW-Aktien wurden zeitweilig an der New Yorker Börse gehandelt. Die Expansion der ASW setzte sich bis 1944 fort. Ab 1937 folgten der Aufschluss des Tagebaus und die Errichtung des Großkraftwerks Espenhain. In Hirschfelde und Böhlen wurden Schwelereien und das Großgaswerk Böhlen (mit 10 Generatoren) in Betrieb genommen. In Böhlen begann die Produktion synthetischen Benzins. Der Freistaat Sachsen blieb bis 1945 alleiniger Aktionär.
Die ASW war bis zum Jahr 1945 Mitglied des Mitteldeutschen Braunkohlen-Syndikats. Nach Ende des Zweiten Weltkriegs gingen die Betriebe der ASW in sowjetischen Besitz über und wurden von Sowjetischen Aktiengesellschaften (SAG) verwaltet. Die ASW befand sich ab 11. März 1947 in Liquidation. Am 1. Januar 1954 wurden die Betriebe an die DDR übergeben.

## Die wichtigsten Betriebe der ASW

### Braunkohlen- und Großkraftwerk Hirschfelde

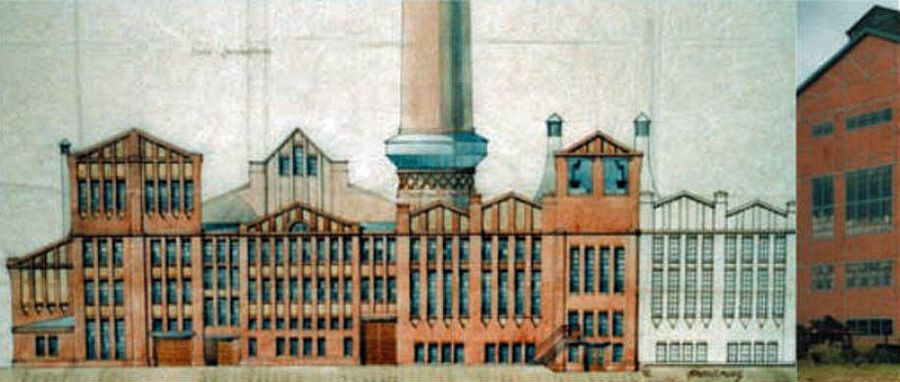
Bauzeichnung Kraftwerk I Hirschfelde 1911

Das 1911 in Betrieb genommene Kraftwerk Hirschfelde, das aus dem östlich der Neiße gelegenen Tagebau Türchau beliefert wurde, konnte seine Anfangsleistung von 3,2 MW durch Inbetriebnahme weiterer Kessel und Turboaggregate schnell steigern auf 14,1 MW 1914 und 25,5 MW 1916. 1918 wurde mit dem Aufbau von Werk II begonnen. Nach vollem Ausbau wurde 1937 mit 30 Kesseln (teilweise mit Kohlenstaubfeuerung) und sechs Dampfturbinen eine Leistung von 156 MW erreicht.
Die 1945 vorgesehene Sprengung konnte verhindert werden. Die Kohlebelieferung des nunmehr „Kraftwerk Friedensgrenze“ genannten Betriebes erfolgte weiter aus dem nun polnischen Tagebau Turów. Nach den politischen Umbrüchen in Polen kam die Kohle ab 1982 aus den Tagebauen Olbersdorf und Berzdorf.
1992 ging Hirschfelde als dienstältestes deutsches Braunkohlekraftwerk außer Betrieb. Das Maschinenhaus des Werkes II mit seinen technischen Anlagen und mit dem Verwaltungsgebäude wurde unter Denkmalschutz gestellt und wurde eine Zeitlang als Museum genutzt.

### Braunkohlen- und Großkraftwerk Böhlen
1920 begann der Aufschluss des Tagebaus Böhlen, aus dem ab 1924 Braunkohle gefördert wurde. 1925 wurden die Brikettfabrik und das Kraftwerk in Betrieb genommen. Das Kraftwerk Böhlen war zunächst nur mit Gegendruckturbinen ausgestattet, weil der Abdampf zur Kohletrocknung in der Brikettfabrik benötigt wurde. Es wurde ab 1926 zum Großkraftwerk ausgebaut. In den Jahren 1936 bis 1941 folgten die Schwelerei, die Entphenolung, das Gaswerk und die Schwefelgewinnung. Es wurden Briketts, Dampf, Elektroenergie und Gas sowie Phenolatlauge, Teer, Leichtöl, Industriekoks und Schwefel erzeugt. 1944/45 wurden die Anlagen bei Luftangriffen schwer zerstört.
Am 1. August 1946 ging es als Reparation Deutschlands in das Eigentum der UdSSR über. Die Verwaltung von Tagebau, Brikettfabriken, Schwelanlagen und Gaswerk übernahm die Sowjetische Aktiengesellschaft der Brennstoffindustrie in Deutschland Kombinat Böhlen und die des Kraftwerks die Sowjetische Aktiengesellschaft für Kraftwerke. Wieder in deutscher Hand, entstand nach 1954 das Kombinat „Otto Grotewohl“ Böhlen, das 1967 auch die Verarbeitung von Erdöl aufnahm und nach der Wende abgewickelt wurde. Auf dem Standort befinden sich heute eine Raffinerie des Dow Olefinverbund und das Kraftwerk Lippendorf.

### Braunkohlen- und Großkraftwerk Espenhain

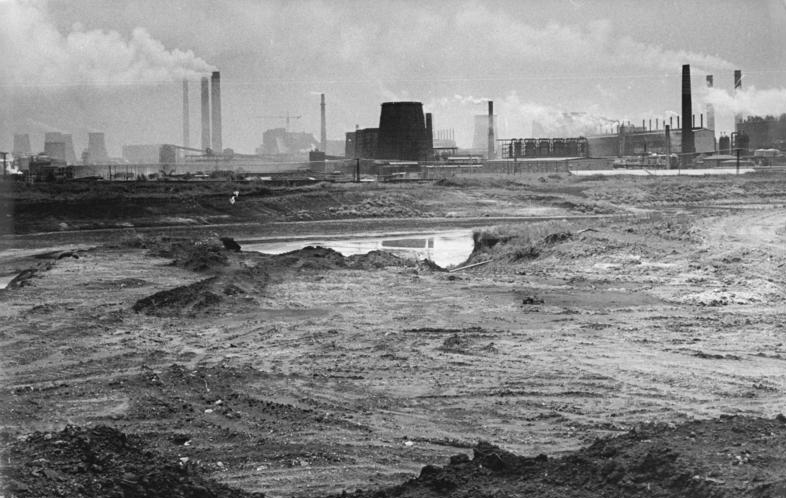
Braunkohleveredlungs- und Kraftwerk Espenhain (1990)

1937 begann nördlich von Espenhain die Erschließung eines Braunkohlentagebaus. Südlich des Ortes wurde ein Industriekomplex mit Brikettfabrik, der damals weltweit größten Schwelerei sowie Anlagen zur Teerverarbeitung und zur Schwefelgewinnung errichtet. Es entstanden ebenfalls ein Großkraftwerk sowie Verwaltungsgebäude und Infrastruktureinrichtungen bis hin zu medizinischen Einrichtungen. Der Aufbau war 1942 im Wesentlichen abgeschlossen. Der enormen Investitionskosten wegen gründete die ASW gemeinsam mit dem Deutschen Reich 1940 die Aktiengesellschaft für Kraftstoff-Anlagen (AKA), Dresden, von der sie die Anlagen anschließend pachtete.
Am 1. August 1946 ging das Werk in sowjetischen Besitz über. Die Bergbau-Bereiche übernahm die SAG für Brennstoffindustrie in Deutschland und führte sie unter dem Namen Kombinat Espenhain. Das Kraftwerk kam zur SAG für Kraftwerke. Beides ging 1954 als Kombinat Espenhain in Volkseigentum über. Nach der Wende wurde der Betrieb stillgelegt.